# Женская сборная Алжира по волейболу
Женская национальная сборная Алжира по волейболу (араб. منتخب الجزائر لكرة الطائرة للسيدات‎) — представляет Алжир на международных волейбольных соревнованиях. Управляющей организацией выступает Алжирская федерация волейбола.

## История
Волейбол в Алжире появился накануне 1-й мировой войны, но официальное развитие получил лишь в 1936 году, когда была образована Североафриканская федерация волейбола, объединившая волейбольные клубы Алжира, Туниса и Марокко.
В 1962 Алжир добился независимости от Франции и в том же году была создана Алжирская федерация волейбола. В 1964 она вступила в Международную федерацию волейбола наряду с национальными ассоциациями ещё 14 стран Африки. С 1963 года проводятся чемпионаты Алжира среди мужских и женских команд.
Дебют женской сборной страны на международной арене состоялся в 1976 году на первом чемпионате Африки среди женщин, прошедшем в Египте, на котором алжирские волейболистки заняли 4-е место. Через два года на Всеафриканских играх, проходивших в столице Алжира городе Алжир, впервые приняли участие женские национальные команды континента и на этих соревнованиях хозяйки Игр одержали 5 побед в пяти матчах, завоевав золотые награды. В 1989 волейболистки Алжира выиграли свои первые медали (бронзовые) на чемпионате Африки. После этого в выступлениях национальной команды страны случился большой перерыв. На протяжении более чем 10 лет с 1990 по 2002 годы сборная Алжира практически не выходила на международную арену. Исключением явился лишь 1997 и начало 1998 года, когда алжирские волейболистки приняли участие в отборочном турнире чемпионата мира 1998 и в Панарабских играх 1997.
Возвращение сборной страны на международную арену произошло лишь в 2003 году уже при новом поколении волейболисток, которое в 2000 выиграло «золото» молодёжного чемпионата Африки. С середины 2000-х национальная команда Алжира, основу которой составила именно молодёжная сборная страны начала века, прочно вошла в число сильнейших на своём континенте. В 2007—2011 она дважды подряд (в 2007 и 2011) побеждала в волейбольных турнирах Всеафриканских игр, трижды становилась призёром чемпионатов Африки, в том числе «золотым» в первенстве 2009 года. Также сборная Алжира в 2008 и 2012 была среди участников Олимпиад, выигрывая единственную африканскую путёвку на Олимпийские игры. В 2010 алжирские волейболистки впервые играли на чемпионате мира, в 2011 — в розыгрыше Кубка мира. Впрочем в соревнованиях мирового уровня женская сборная Алжира, учитывая фактическую силу африканского женского волейбола, практически ничего не могла противопоставить своим соперницам, одержав на этих четырёх турнирах всего одну победу в 26 проведённых матчах, да и то над ещё одной командой из Африки — сборной Кении 3:1 (Кубок мира-2011). Ни разу не смогла победить алжирская сборная и в двух розыгрышах Гран-при (2013 и 2014), куда была включена по лучшему африканскому рейтингу.

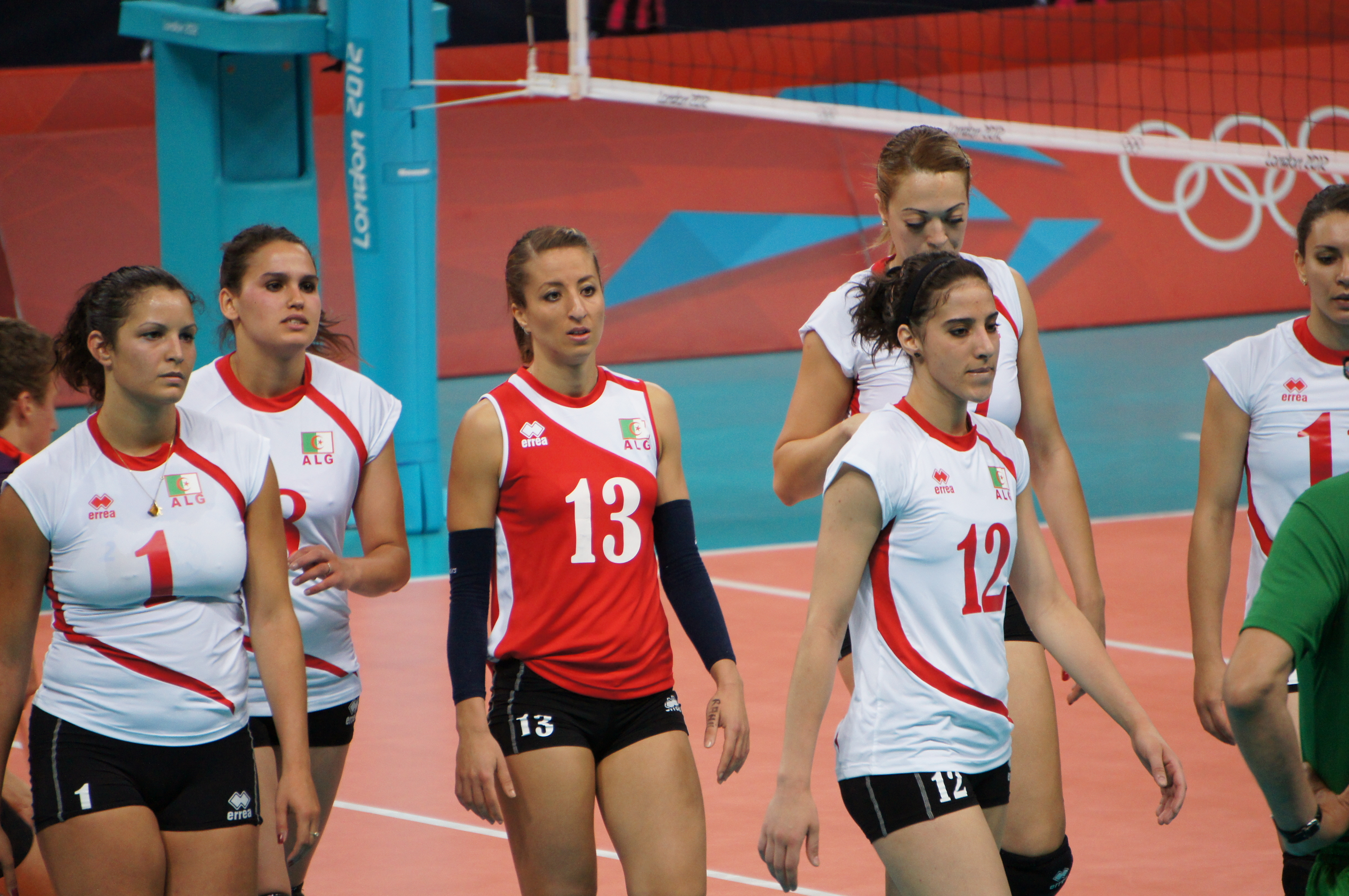
Женская сборная Алжира на Олимпийских игрх 2012. Слева направо — Сехрин Хеннауи (1), Зохра Бенсалем (8), Наваль Мансури (13), Сафия Букхима (12).

В феврале—марте 2014 года в Алжире прошёл один из групповых турниров финального раунда африканской квалификации чемпионата мира 2014. Вплоть до 5-го тура хозяйки соревнований шли без потерь, но поражение в решающем матче от сборной Камеруна со счётом 1:3 оставило алжирских волейболисток за бортом мирового первенства.
В 2015 году сборная Алжира приняла участие в четырёх официальных турнирах. В июне она дошла до финала чемпионата Африки, где уступила хозяйкам турнира — сборной Кении — в трёх партиях. Менее чем через месяц алжирские волейболистки в третий участвовали в Гран-при, среди команд 3-го дивизиона которого заняли 7-е (предпоследнее) место, опередив в итоговой таблице только сборную Мексики. После этого ушёл в отставку наставник сборной итальянец Франсуа Сальваньи, решивший сосредоточиться на клубной работе. В начале сентября практически параллельно проходили розыгрыш Кубка мира, куда алжирки попали в качестве серебряного призёра африканского континентального первенства, и волейбольный турнир Африканских игр. Руководство национальной команды Алжира решило сделать ставку на второе из этих соревнований и на Кубок мира отправилась практически молодёжная сборная страны. Результат оказался предсказуем — разгромные поражения во всех 11 проведённых на турнире матчах. Ни в одной из 33 сыгранных партий молодые алжирские волейболистки не сумели набрать и 20 очков, а в 16 сетах — даже 10. Особо следует отметить поражения команды Алжира во 2-й партии матча со сборной США — 2:25 и в 3-й партии поединка против команды Сербии — 3:25. Не оправдались надежды руководителей алжирского волейбола и на выступление основным составом на Африканских играх — сборная страны не смогла выйти в плей-офф, заняв в своей группе предварительного этапа только 3-е место.

## Результаты выступлений и составы

### Олимпийские игры
В Олимпийских волейбольных турнирах 1964—2004 годов (основные и квалификационные соревнования) сборная Алжира участия не принимала.
- 2008 — 11—12-е место
- 2012 — 11—12-е место
- 2016 — не квалифицировалась
- 2020 — не квалифицировалась
- 2024 — не участвовала

- 2008: Мелинда Раиса Хеннауи, Сехрин Хеннауи, Салеха Бенхамуда, Рауя Руабхия, Нариман Мадани, Фатима Захра Укази, Муни Абдеррахим, Сафия Букхима, Наваль Мансури, Файза Тсабет, Лидия Улму, Тасадит Айсу. Тренер — Мулуд Икхеджи.
- 2012: Сехрин Хеннауи, Даллаль Мерва Ашур, Салима Хаммуш, Амель Кхамташ, Зохра Бенсалем, Сарра Белхосин, Муни Абдеррахим, Сафия Букхима, Наваль Мансури, Лидия Улму, Тасадит Айсу, Селия Бурихан. Тренер — Георг Струмило.
- 2016 (квалификация): Шахла Бенмохтар, Ясмин Бельгундуз, Фахина Брахми, Захра Гимур, Кахина Шетту, Даллаль Мерва Ашур, Шанез Аяди, Сафия Имадали, Ясмин Абдеррахим, Сафия Букхима, Наваль Мансури, Самия Дали-Виссем, Кахина Месауден, Кахина Арбуш. Тренер — Мохаммед Амин Беласель.

### Чемпионаты мира
| - 1952 — не участвовала - 1956 — не участвовала - 1960 — не участвовала - 1962 — не участвовала - 1967 — не участвовала - 1970 — не участвовала - 1974 — не участвовала - 1978 — не квалифицировалась - 1982 — не участвовала - 1986 — не квалифицировалась | - 1990 — не квалифицировалась - 1994 — не участвовала - 1998 — не квалифицировалась - 2002 — не участвовала - 2006 — не квалифицировалась - 2010 — 21—24-е место - 2014 — не квалифицировалась - 2018 — не квалифицировалась - 2022 — не участвовала - 2025 — не квалифицировалась |

- 2010: Салима Хаммуш, Фатма Захра Джуад, Силья Маньяна, Зохра Бенсалем, Нариман Мадани, Фатима Захра Укази, Муни Абдеррахим, Сафия Букхима, Наваль Мансури, Файза Тсабет, Лидия Улму, Тасадит Айсу. Тренер — Мулуд Икхеджи.

### Кубок мира
Сборная Алжира участвовала в двух розыгрышах Кубка мира.
- 2011 — 11-е место
- 2015 — 12-е место
- 2011: Ясмин Удни, Салима Хаммуш, Фатма Захра Джуад, Мелинда Раиса Хеннауи, Силья Маньяна, Фатима Захра Укази, Муни Абдеррахим, Сафия Букхима, Файза Тсабет, Айша Меземат, Лидия Улму, Тасадит Айсу. Тренер — Ахмед Букасем.
- 2015: Надира Айт-Умгар, Амель Зайди, Шаназ Аяди, Наваль Хаммуш, Сафия Имадали, Силья Маньяна, Мелисса Касри, Рима Мебарки, Амира Сади, Сарра Бельхосин, Шахла Бенмохтар, Нур эль-Худа Бурегуа. Тренер — Хенни Абдельхалим.

### Гран-при
В розыгрышах Гран-при 1993—2010 сборная Алжира участия не принимала.
- 2011 — не квалифицировалась
- 2012 — не квалифицировалась
- 2013 — 20-е место
- 2014 — 28-е место (8-е в 3-м дивизионе)
- 2015 — 27-е место (7-е в 3-м дивизионе)
- 2016 — 28-е место (8-е в 3-м дивизионе)
- 2017 — 32-е место (8-е в 3-м дивизионе)
- 2013: Умгар Надира Айт, Даллаль Мерва Ашур, Салима Хаммуш, Силья Маньяна, Муни Абдеррахим, Сафия Букхима, Наваль Мансури, Айша Меземат, Сихам Сауд, Тасадит Айсу, Кахина Арбуш, Ясмин Усалах. Тренер — Аймад Сайдани.
- 2014: Наваль Хаммуш, Ясмин Абдеррахим, Силья Маньяна, Муни Абдеррахим, Сафия Букхима, Наваль Мансури, Шетту Кахина, Айша Меземат, Лидия Улму, Тасадит Айсу, Кахина Арбуш, Хосин Райхана Милуд. Тренер — Франсуа Сальваньи.
- 2015: Захра Гимур, Ясмин Абдеррахим, Ясмин Усалах, Фатима Захра Укази, Муни Абдеррахим, Сафия Букхима, Наваль Мансури, Айша Меземат, Селия Бурихан, Лидия Улму, Амина Редуани, Кахина Арбуш. Тренер — Франсуа Сальваньи.
- 2016: Шахла Бенмохтар, Фахина Брахми, Захра Гимур, Кахина Шетту, Даллаль Мерва Ашур, Сафия Имадали, Ясмин Абдеррахим, Сафия Букхима, Силья Маньяна, Мелисса Касри, Самия Дали-Виссем, Кахина Арбуш. Тренер — Мохаммед Амин Беласель.
- 2017: Наваль Хаммуш, Захра Гимур, Кахина Шетту, Бехта Рабах-Мазари, Шаназ Аяди, Селия Бурихан, Ясмин Абдеррахим, Мелисса Касри, Кахина Бунсер, Айша Меземат, Даллаль Мерва Ашур, Амира Сади. Тренер — Набиль Теннун.

### Чемпионат Африки
| - 1976 — 4-е место - 1985 — 4-е место - 1987 — 4-е место - 1989 — не участвовала - 1991 — не участвовала - 1993 — не участвовала - 1995 — не участвовала - 1997 — не участвовала - 1999 — не участвовала - 2001 — не участвовала - 2003 — 4-е место | - 2005 — не участвовала - 2007 — 2-е место - 2009 — 1-е место - 2011 — 2-е место - 2013 — 6-е место - 2015 — 2-е место - 2017 — 6-е место - 2019 — 5-е место - 2021 — не участвовала - 2023 — 5-е место |

- 2007: Лилия Булуиза, Файза Тсабет, Дуня Мади, Зохра Бенсалем, Нариман Мадани, Фатима Захра Укази, Муни Абдеррахим, Набила Йесри, Наваль Мансури, Набила Хаммуш, Соня Мади, Лидия Улму. Тренер — Мулуд Икхеджи.
- 2009: Нариман Мадани, Фатима Захра Укази, Салима Хаммуш, Муни Абдеррахим, Зохра Бенсалем, Сафия Букхима, Тасадит Айсу, Наваль Мансури, Лидия Улму, Сехрин Хеннауи, Файза Тсабет, Айша Мезмат. Главный тренер — Мулуд Икхеджи.
- 2015: Захра Гимур, Кахина Шетту, Фатима Захра Укази, Муни Абдеррахим, Сафия Букхима, Наваль Мансури, Айша Меземат, Лидия Улму, Амина Редуани, Кахина Арбуш, Инсаф Хадду, Даллаль Мерва Ашур. Тренер — Франсуа Сальваньи.
- 2017: Надира Айт-Умгар, Фахими Брахми, Захра Гимур, Бехта Рабах-Мазари, Шаназ Аяди, Селия Бурихан, Ясмин Абдеррахим, Кахина Бунсер, Латифа Атзи, Даллаль Мерва Ашур, Амаль Зайди, Амира Сади. Тренер — Набиль Теннун.

### Африканские игры
| - 1978 — 1-е место - 1987 — не участвовала - 1991 — не участвовала - 1995 — не участвовала - 1999 — не участвовала - 2003 — 5—6-е место | - 2007 — 1-е место - 2011 — 1-е место - 2015 — 5—6-е место - 2019 — не участвовала - 2023 — 5—8-е место |

- 2003: Лилия Булуиза, Файза Тсабет, Дуня Мади, Зохра Бенсалем, Нариман Мадани, Фатима Захра Укази, Муни Абдеррахим, Набила Йесри, Наваль Мансури, Набила Хаммуш, Соня Мади, Лидия Улму. Тренер — Мулуд Икхеджи.
- 2011: Сехрин Хеннауи, Ясмин Удни, Салима Хаммуш, Фатма Зохра Джуад, Мелинда Раиса Хеннауи, Зохра Бенсалем, Фатима Захра Укази, Муни Абдеррахим, Сафия Букхима, Файза Тсабет, Лидия Улму, Тасадит Айсу. Тренер — Ахмед Букасем.

### Средиземноморские игры
- 1975 — 5-е место.
- 1983 — 6-е место.
- 2009 — 7-е место.
- 2018 — 9—12-е место.
- 2022 — 10—11-е место.

### Арабские игры
- 1-е место — 2023.
- 2-е место — 1997, 2011.
- 3-е место — 1999.

## Состав
Сборная Алжира на Африканских играх 2024.
| №  | Имя, фамилия       | Год рождения | Рост | Амплуа      | Клуб                       |
| -- | ------------------ | ------------ | ---- | ----------- | -------------------------- |
| 3  | Мелисса Аффир      | 2005         | 180  | нападающая  | «Тиши»                     |
| 4  | Алида Май Беннур   | 2007         | 188  | нападающая  | «Мулудия» Алжир            |
| 6  | Гозлан Мулла       | 2001         | 182  | связующая   | «Аль-Зульфи»               |
| 7  | Шахла Бенмохтар    | 1997         | 179  | центральная | «Седдук»                   |
| 8  | Иман Мессауди-Аруа | 2006         | 186  | нападающая  | «АС Вилая» Беджая          |
| 9  | Мазарин Кераман    | 2004         | 188  | нападающая  | «Машааль Баладият» Беджая  |
| 10 | Икрам Бельдженна   | 2006         | 180  | нападающая  | «Неджмет Риадхи» Эш-Шелифф |
| 11 | Малак Дарин Аббу   | 2006         | 180  | нападающая  | Алжир                      |
| 12 | Кахина Джухри      | 2000         | 185  | центральная | «Машааль Баладият» Беджая  |
| 13 | Иман Блиди         | 2002         | 165  | либеро      | «Насерия» Беджая           |
| 18 | Даллаль Мерва Ашур | 1994         | 176  | нападающая  | «Мулудия» Алжир            |
| 20 | Юсра Шермет        | 2005         | 170  | связующая   | Алжир                      |

- Главный тренер — Ясин Диеллуи.
- Тренеры — Бенаттия Бенкасем.

## Фотогалерея

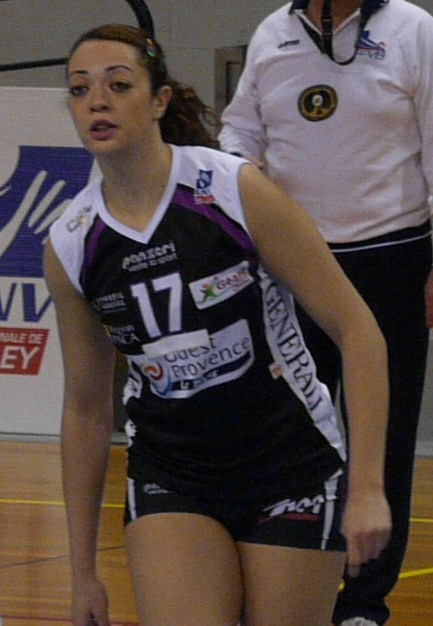
Лидия Улму
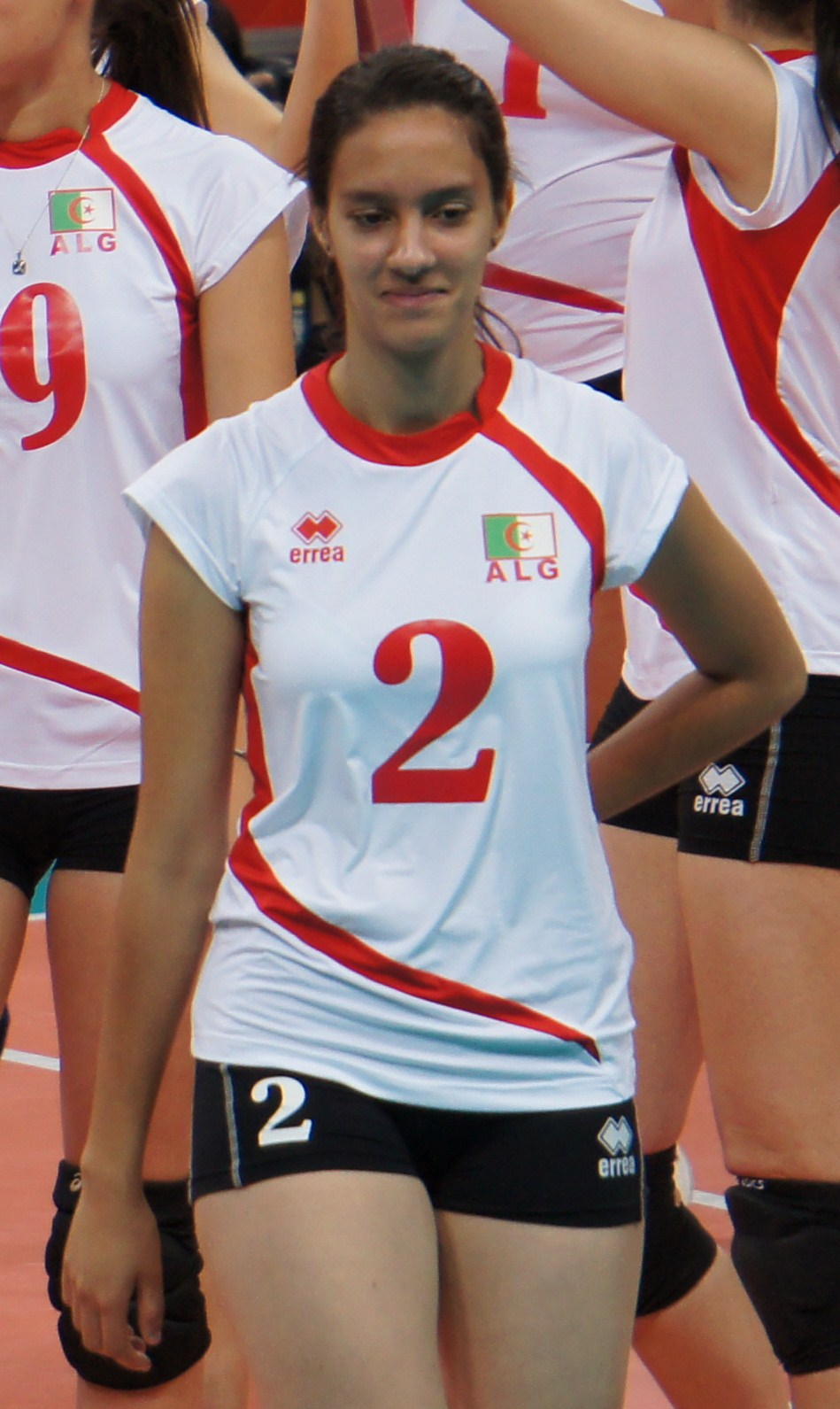
Даллаль Мерва Ашур
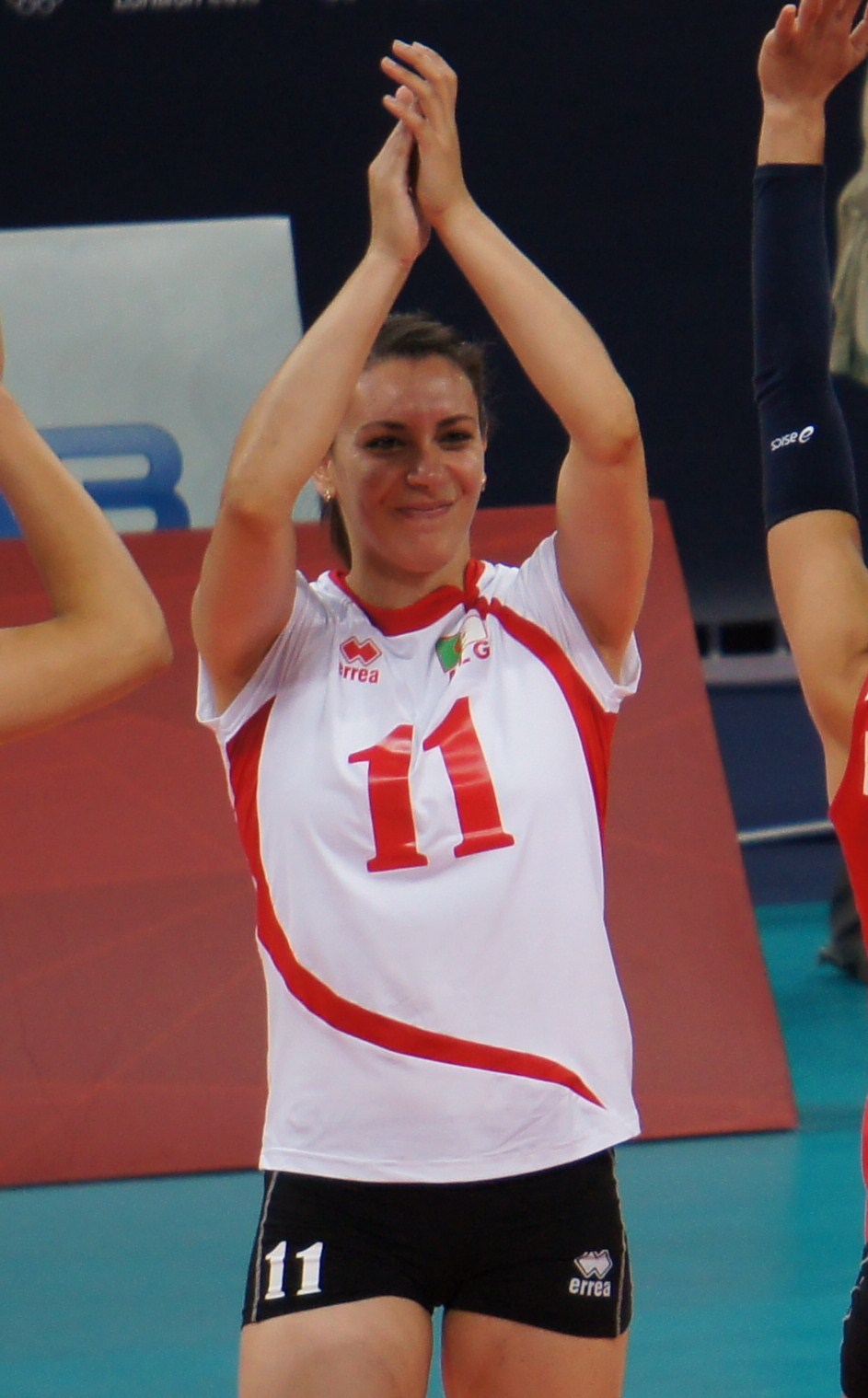
Муни Абдеррахим
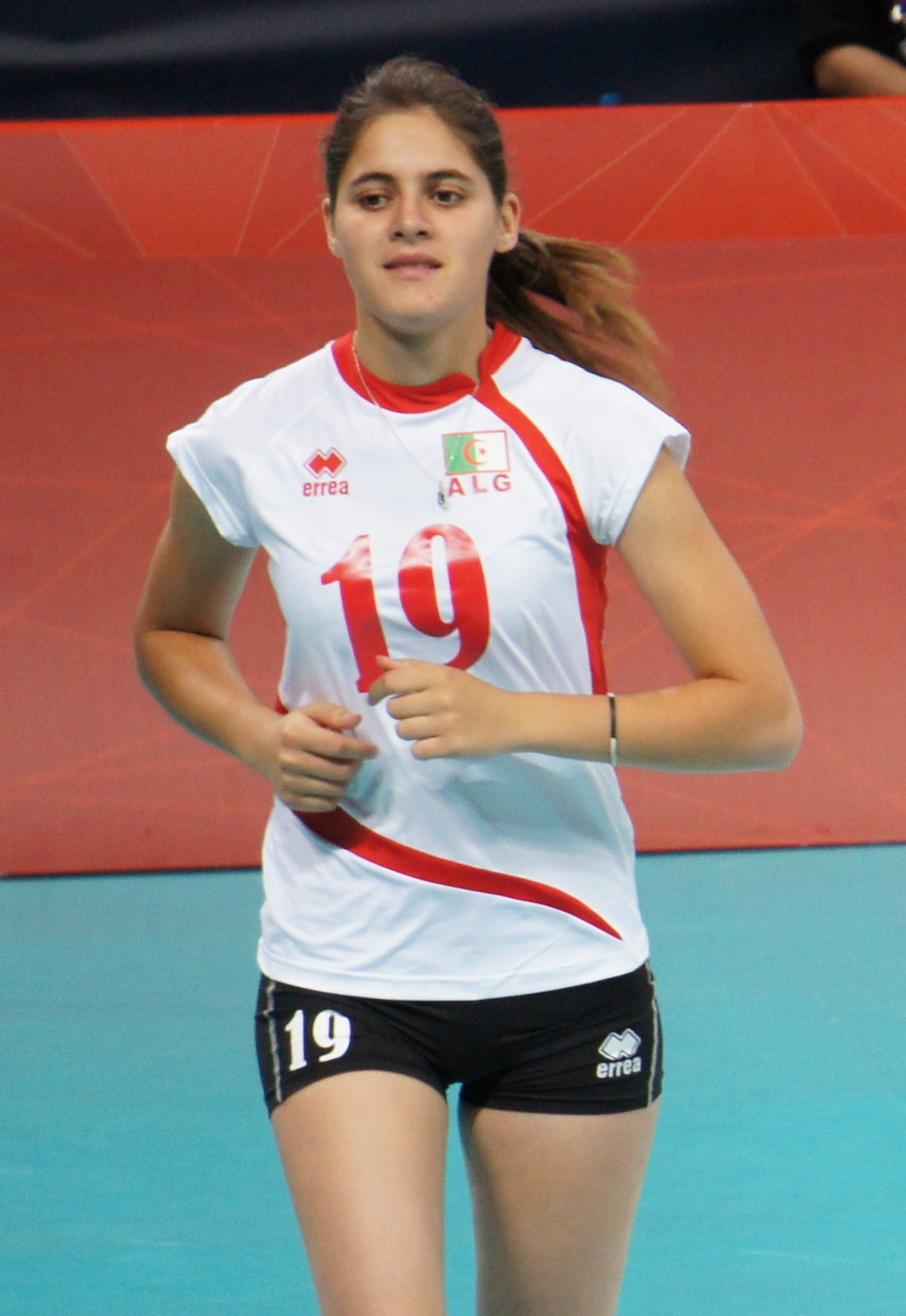
Селия Бурихан
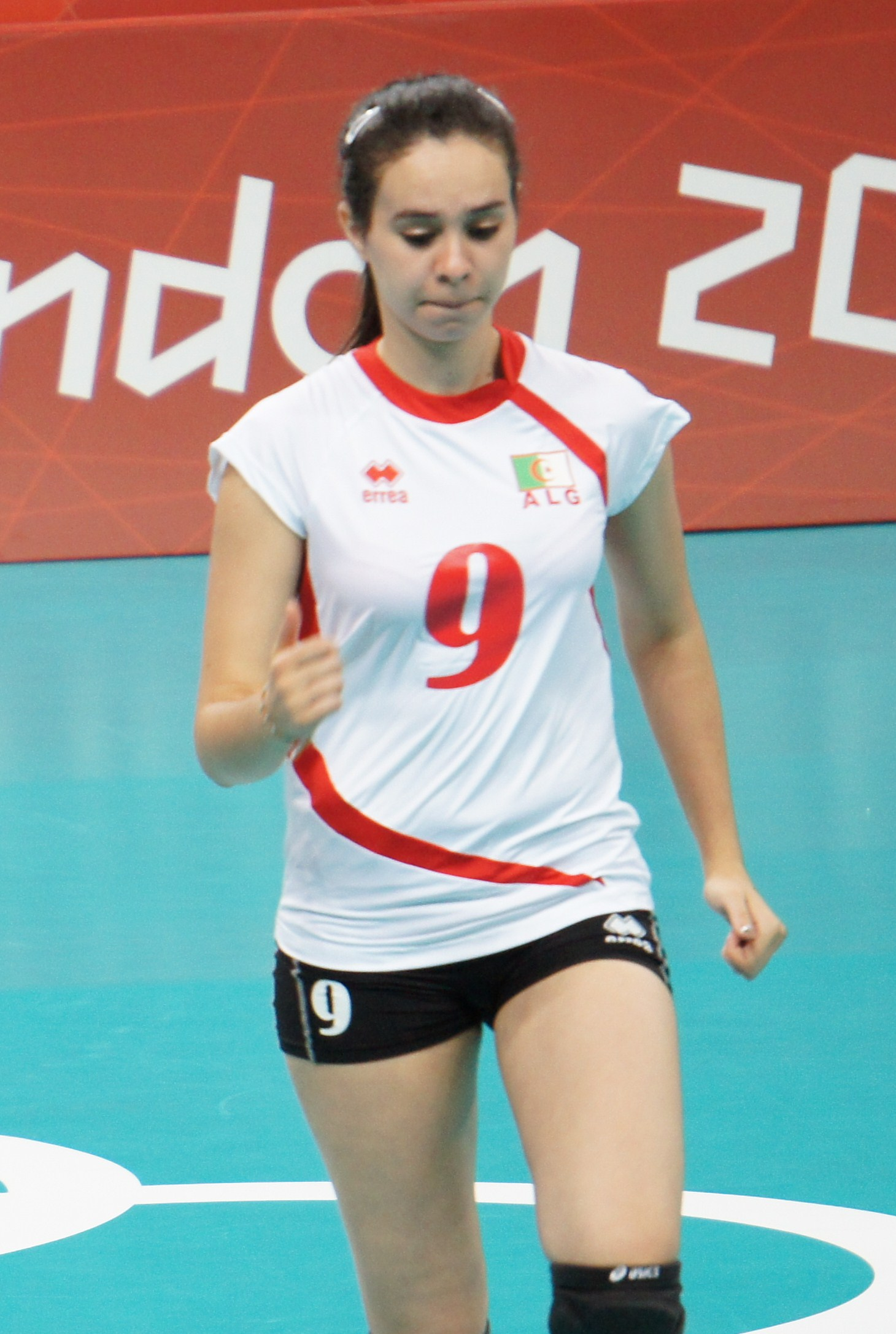
Сарра Бельхосин